# Froschmühle (Leutershausen)
Froschmühle (fränkisch: Frosch-mil) ist ein Gemeindeteil der Stadt Leutershausen im Landkreis Ansbach (Mittelfranken, Bayern). Froschmühle liegt in der Gemarkung Mittelramstadt.

## Geografie
Die Einöde liegt am Kümmelbach, früher auch „Weiherbach“ oder „Mühlgraben“ genannt, einem linken Zufluss der Altmühl. Dieser Bach speist auch die Leutershauser Weiher, die unmittelbar westlich des Ortes liegen. Circa einen halben Kilometer östlich liegt das Schloßbuckfeld. Die Kreisstraße AN 23 führt nach Rammersdorf (0,2 km nördlich) bzw. nach Leutershausen (1 km südwestlich).

## Geschichte
Die Mühle soll ein „sehr hohes Alter“ haben. Erstmals urkundlich erwähnt wurde sie jedoch erst 1579 als „Froschmüll“. Der Ortsname bedeutet „Zur Mühle am Froschwasser“. Laut einem Bericht des brandenburg-ansbachischen Stadtvogteiamts Leutershausen von 1608 gehörte Froschmühle zur Realgemeinde Winden. Weitere Angaben finden sich erst in einem Bericht von 1681. Hier wurde vermerkt, dass sie ins Amt Colmberg lehen- und gültbar war, ins Amt Leutershausen vogt- und steuerbar und ins Amt Brunst gerichtsbar. Die Mühle erhielt vom Kastenamt Ansbach jährlich acht Klafter Brennholz, wofür sie viermal im Jahr Weißgeld zu entrichten hatte. Froschmühle wurde während des Dreißigjährigen Kriegs abgebrannt und musste wieder aufgebaut werden. Laut der Vetterschen Oberamtsbeschreibungen von 1732 hatte die Mühle den Zehnt nach St. Peter in Leutershausen zu entrichten. Das Kastenamt Colmberg blieb bis zum Ende des Alten Reiches Grundherr der Mühle. Unter der preußischen Verwaltung (1792–1806) des Fürstentums Ansbach erhielt die Froschmühle bei der Vergabe der Hausnummern die Nr. 19 des Ortes Winden. Von 1797 bis 1808 unterstand der Ort dem Justizamt Leutershausen und Kammeramt Colmberg.
Im Rahmen des Gemeindeedikts wurde Froschmühle dem 1808 gebildeten Steuerdistrikt Leutershausen und der 1810 gegründeten Ruralgemeinde Mittelramstadt zugewiesen. Die Froschmühle stellte zeitweise auch den Gemeindevorsteher (1846/1856: Johann Georg Käfer). Am 1. Januar 1972 wurde Froschmühle im Zuge der Gebietsreform in Bayern nach Leutershausen eingemeindet.

### Baudenkmal
- Mittelalterliches Steinkreuz aus Blasensandstein, 200 Meter nordwestlich der Froschmühle am Fußweg Leutershausen – Winden[21]

### Einwohnerentwicklung
| Jahr      | 001818 | 001840 | 001861 | 001871 | 001885 | 001900 | 001925 | 001950 | 001961 | 001970 | 001987 |
| Einwohner | 11     | 6      | 2      | 0      | 7      | 16     | 7      | 5      | 3      | 6      | 2      |
| Häuser    | 3      | 2      |        |        | 1      | 1      | 1      | 1      | 1      |        | 1      |
| Quelle    | [ 23 ] | [ 17 ] | [ 24 ] | [ 25 ] | [ 26 ] | [ 27 ] | [ 28 ] | [ 29 ] | [ 30 ] | [ 31 ] | [ 1 ]  |

## Religion
Froschmühle ist seit der Reformation evangelisch-lutherisch geprägt und bis heute nach St. Peter (Leutershausen) gepfarrt. Die Einwohner römisch-katholischer Konfession sind nach Kreuzerhöhung (Schillingsfürst) gepfarrt.